# I girasoli
I girasoli (Russisch: Подсолнухи, Podsolnoechi) is een Italiaans-Russische dramafilm uit 1970 onder regie van Vittorio De Sica.

## Verhaal
Antonio wordt tijdens de Tweede Wereldoorlog als soldaat naar het Russische front gestuurd. Hij overleeft de oorlog en trouwt met een Russin. Zijn Italiaanse vrouw Giovanna gaat haar man zoeken in de Sovjet-Unie.

## Rolverdeling
| Acteur                    | Personage            |
| ------------------------- | -------------------- |
| Sophia Loren              | Giovanna             |
| Marcello Mastroianni      | Antonio              |
| Ljoedmila Saveljeva       | Masja                |
| Galina Andrejeva          | Valentina            |
| Anna Carena               | Moeder van Antonio   |
| Germano Longo             | Ettore               |
| Nadezjda Tsjerednitsjenko | Vrouw in het veld    |
| Glauco Onorato            | Soldaat              |
| Silvano Tranquilli        | Italiaanse arbeider  |
| Marisa Traversi           | Prostituee           |
| Gunars Cilinskis          | Russische ambtenaar  |
| Carlo Ponti jr.           | Kind van Giovanna    |
| Pippo Starnazza           | Italiaanse ambtenaar |